# Andrea Nobbe
Andrea Nobbe (geboren in Ungarn als Andrea Kenessy) ist eine ungarisch-deutsche Handballtrainerin und ehemalige Handballspielerin.

## Vereinskarriere
Sie begann im Alter von 14 Jahren mit dem Handball beim Schulsport in ihrem Heimatdorf. Sie trainierte bei Vasas Budapest und spielte im Alter von 18 Jahren in der ungarischen ersten Liga. Mit Vasas Budapest spielte sie auch im Europapokal.
Nach einer Anfrage des TSV Bayer 04 Leverkusen ging sie im Jahr 1988 nach Westdeutschland. Nach dem Engagement in Leverkusen wechselte sie 1991 zum TuS Eintracht Minden. Von 1993 bis 1994 sowie ab 1996 spielte sie beim Regionalligisten TV Stemmer. Ab Mai 1997 war sie Spielertrainerin beim Verbandsligisten TV Lenzinghausen.

## Nationalmannschaft
Nach ihrer Einbürgerung in Deutschland bestritt sie 30 Länderspiele für die deutsche Nationalmannschaft. Mit dem Team belegte sie bei der B-Weltmeisterschaft 1988 in Dänemark Platz 2 und bei der A-Weltmeisterschaft 1990 in Südkorea Platz 4.

## Trainerin
Sie war ab Mai 1997 als Handballtrainerin 14 Jahre lang beim TV Lenzinghausen aktiv. Ab 2013 trainierte sie das erste Herrenteam der SG Bünde-Dünne.

## Privates
Andrea Nobbe machte noch in Ungarn das Abitur und besuchte die Sporthochschule. Sie ist Physiotherapeutin und Sportlehrerin. Mit ihrem Ehemann hat sie drei Kinder.